# Нарвский 3-й пехотный полк

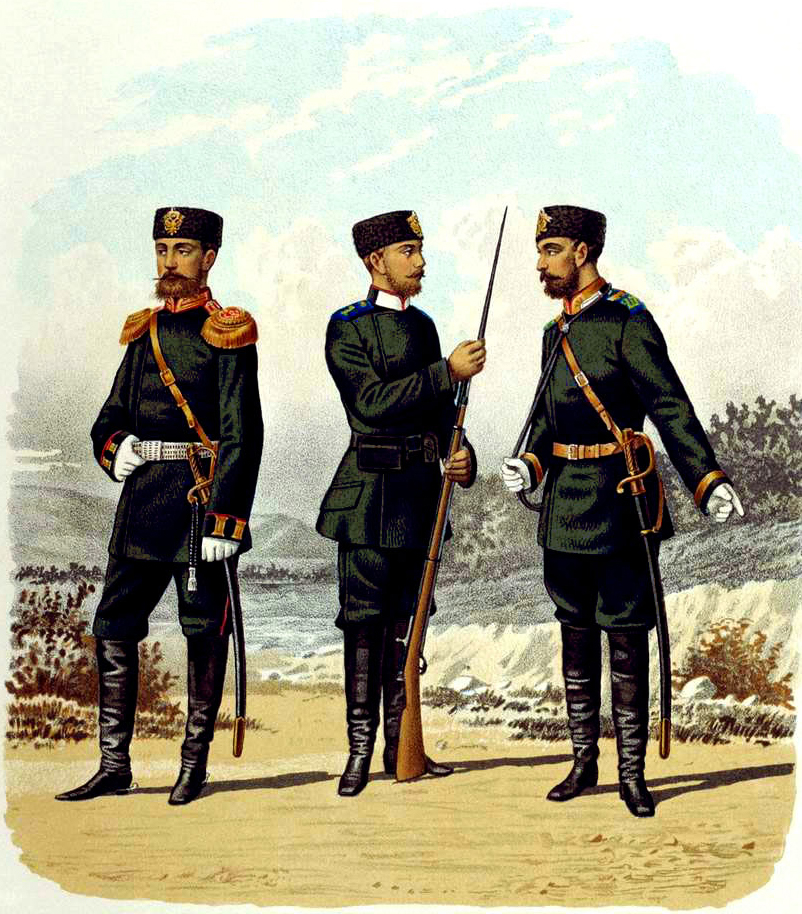
Штаб-Офицер 5-го Пех. Калужского полка, Фельдфебель 80-го Пех. Кабардинского полка и Рядовой 3-го пех. Нарвского полка. 1881 г.

3-й пехотный Нарвский генерал-фельдмаршала князя Михаила Голицына полк — пехотный полк Русской императорской армии. С 1833 года входил в состав 1-й пехотной дивизии (XIII армейский корпус).
- Старшинство — 6 декабря 1703 года.
- Полковой праздник — 9 августа.

## Места дислокации
- 1820 — г. Ярославль.  Второй батальон на поселении в Новгородской губернии[2].
- Смоленск.

## История
- 6 декабря 1703 — Сформирован в Москве генералом Стрешневым как солдатский генерал-поручика Адама Шанобека (Шёнбека).
- 1704 — Участвовал в штурме Нарвы.
- 10 марта 1708 — Нарвский пехотный полк.
- 1709 — Участвовал в сражениях под Полтавой и Ригой.
- 16 февраля 1727 — 1-й Владимирский пехотный полк.
- 6 ноября 1727 — Нарвский пехотный полк.
- 25 апреля 1762 — Пехотный генерал-майора Христофора фон Эссена полк.
- 5 июля 1762 — Нарвский пехотный полк. Командир: полковник Ф. И. Дмитриев-Мамонов
- 29 ноября 1796 — Нарвский мушкетерский полк.
- 31 октября 1798 — Мушкетерский генерал-майора Ротгофа полк.
- 31 марта 1801 — Нарвский мушкетерский полк.
- 22 февраля 1811 — Нарвский пехотный полк.
- 1812 — В составе 1-й бригады 12-й пехотной дивизии 7-го пехотного корпуса 2-й Западной армии.
- 25-26 августа 1812 — Участвовал в Бородинском сражении. Командиры: подполковник А. В. Богдановский (одновременно командовал бригадой, ранен 26 августа); затем — майор И. М. Маркович (ранен 26 августа); затем — капитан М. Г. Глушков.
- 25-26 января 1814 — Отличился в сражении при Лаоне.
- 28 февраля 1833 — Присоединен 1-й егерский полк, назван Нарвским егерским полком.
- 22 июля 1855 — Нарвский егерский генерал-адъютанта князя Воронцова полк.
- 17 апреля 1856 — Нарвский пехотный генерал-адъютанта князя Воронцова полк.
- 26 августа 1856 — Нарвский пехотный генерал-фельдмаршала князя Воронцова полк.
- 6 ноября 1856 — Нарвский пехотный полк.
- 25 марта 1864 — 3-й Нарвский пехотный полк.
- 27 апреля 1867 — 3-й пехотный Нарвский генерал-фельдмаршала князя Воронцова полк.
- 19 июля 1903 — 3-й пехотный Нарвский генерал-фельдмаршала князя Михаила Голицына полк
- 1914 — входил в состав 13-го армейского корпуса, погибшего в ходе Восточно-Прусской операции
- 1918 — Расформирован.

## Знаки отличия
- Георгиевское полковое знамя с надписями: «За отличие в Турецкую войну 1877 и 1878 годов» и «1703-1903». С Александровской юбилейной лентой. Высочайший приказ от 6 декабря 1903.
- Знаки на головные уборы с надписью: «За отличие». Пожалованы 13 января 1816 за сражение 25-26 января 1814 при Лаоне.

## Шефы
- 03.12.1796 — 25.03.1798 — генерал-майор Ртищев, Николай Фёдорович
- 25.03.1798 — 22.09.1809 — генерал-майор (с 13.02.1800 генерал-лейтенант) Ротгоф, Иосиф (Осип) Васильевич
- 29.09.1809 — 01.09.1814 — полковник (с 14.06.1810 генерал-майор, с 08.02.1813 генерал-лейтенант) граф Воронцов, Михаил Семёнович
- 29.03.1836 — 06.11.1856 — генерал-адъютант, генерал от инфантерии (с 26.08.1856 генерал-фельдмаршал) граф (с 06.08.1845 князь, с 30.03.1852 светлейший князь) Воронцов, Михаил Семёнович

## Командиры
(Командующий в дореволюционной терминологии означал временно исполняющего обязанности начальника или командира).
- 1703 — 1705 — фон Шанобек, Адам Андреевич
- 1705 — 1708 — Головкин, Гавриил Иванович
- 1708 — 1727 — подполковник (с 12.07.1709 полковник) Сукин, Семён Иванович
- 26.11.1727 — 29.04.1728 — полковник принц Гессен-Гомбургский Карл
- хх.хх.1730 — хх.хх.1731[~ 1] — полковник Вейденг Фёдор
- 29.12.1731 — хх.хх.1734 — полковник Протасов, Яков Яковлевич
- 19.04.1734 — 08.11.1737 — полковник фон Поникау, Андрей Адамович (Генрих Эрнст)
- хх.хх.1737 — хх.хх.1749 — полковник Каркетель, Самойло Яковлевич
- 25.04.1749 — хх.хх.1751 — полковник фон Фитингоф, Герман Фёдорович
- 25.04.1752 — 25.12.1755 — полковник Ангорн де Гартвис Севастьян
- 25.12.1755 — 01.06.1758 — полковник фон Эссен, Христофор Юрьевич (Фёдорович)
- 01.06.1758 — хх.хх.1761 — полковник фон Дунтен, Карл Юрьевич (Эрнст Карл)
- 25.12.1761 — 24.03.1765 — полковник Дмитриев-Мамонов, Фёдор Иванович
- 19.04.1765 — хх.хх.1769 — подполковник (с 19.04.1765 полковник) Ушаков Василий
- 30.10.1769 — 01.03.1774 — полковник князь Голицын, Иван Борисович
- 15.03.1774 — 24.11.1780 — полковник Татищев, Иван Андреевич
- хх.хх.1782 — хх.хх.1784 — полковник Машков, Михаил Афанасьевич
- хх.хх.1784 — 05.02.1790 — полковник (с 21.04.1789 бригадир) фон Бенкендорф, Христофор Иванович
- 11.02.1790 — 01.01.1795 — полковник Миллер, Христофор Иванович
- 01.01.1795 — 16.11.1797 — полковник Борисов, Николай Иванович
- 12.08.1798 — 05.10.1798 — полковник Стремоухов, Данила Иванович
- 24.12.1798 — 21.03.1800 — майор Стессель, Матвей Антонович
- 21.03.1800 — 30.01.1805 — подполковник (с 06.10.1800 полковник) Черемисинов, Пётр Спиридонович
- 30.01.1805 — 20.11.1805[~ 2] — полковник князь Сибирский, Александр Васильевич
- 20.11.1805 — 04.05.1808[~ 3] — полковник Раковский, Александр Андреевич
- 30.08.1808 — 21.01.1809 — полковник Гарпе, Василий Иванович
- 21.01.1809 — 30.09.1809 — подполковник (с 29.09.1810 полковник) Кузиков, Николай Семёнович
- 30.09.1809 — 20.01.1811 — полковник Воронцов, Михаил Семёнович
- 20.01.1811 — 17.06.1815 — подполковник (с 16.03.1813 полковник, с 01.12.1814 генерал-майор) Богдановский, Андрей Васильевич
- 17.06.1815 — 19.01.1816 — полковник Букинский, Иван Степанович
- 19.01.1816 — 03.07.1817 — полковник Каменский, Пётр Михайлович
- 02.10.1817 — 06.02.1823 — полковник Обручев, Владимир Афанасьевич
- 28.03.1823 — 01.02.1831 — подполковник (с 12.12.1824 полковник) Тарловский, Варфоломей Константинович
- 01.02.1831 — 06.06.1843 — подполковник (с 15.08.1832 полковник, с 16.04.1841 генерал-майор)  Хотяинцев, Иван Николаевич
- 03.07.1843 — 06.07.1845 — полковник Гущин, Иван Данилович
- 06.07.1845 — 23.01.1852 — полковник (с 08.04.1851 генерал-майор) Толстой, Фёдор Иванович
- 23.01.1852 — 11.10.1854 — полковник (с 30.03.1852 генерал-майор) Жуковский, Евгений Михайлович
- 11.10.1854 — 15.05.1855 — полковник Нат, Бургард Адольфович
- 15.05.1855 — 03.01.1857 — подполковник (с 30.08.1855 полковник) барон Бильский, Фёдор Максимович
- 03.01.1857 — 24.05.1863 — полковник барон Деллингсгаузен, Эдуард Карлович
- 24.05.1863 — 13.04.1866 — полковник Ирдибенев, Василий Иванович
- 13.04.1866 — 20.02.1870 — полковник Крживоблоцкий, Яков Степанович
- 20.02.1870 — 30.10.1874 — полковник Шелейховский, Александр Кондратьевич
- 30.10.1874 — 31.10.1877 — полковник Рут, Альберт Густавович
- 31.10.1877 — 23.04.1881 — полковник Лесли, Дмитрий Николаевич
- 23.04.1881 — 22.10.1886 — полковник Дометти, Николай Александрович
- 01.11.1886 — 16.09.1889 — полковник Рутковский, Болеслав Матвеевич
- 06.10.1889 — 14.03.1894 — полковник Ватропин, Александр Иванович
- 24.03.1894 — 03.01.1895 — полковник Швембергер, Иосиф Фёдорович
- 13.01.1895 — 14.01.1898 — полковник Александров, Владимир Владимирович
- 04.02.1898 — 22.02.1904 — полковник Яцынин, Нил Александрович
- 07.03.1904 — 06.09.1904 — полковник Ступин, Александр Николаевич
- 04.10.1904 — 07.10.1907 — полковник барон фон Таубе, Александр Александрович
- 13.10.1907 — 16.11.1912 — полковник Воскресенский, Иван Алексеевич
- 16.11.1912 — 15.08.1914[~ 4] — полковник Загнеев, Николай Григорьевич
- 27.01.1916 — 07.02.1917 — полковник Дымман, Константин Лаврентьевич
- 27.03.1917 — 27.06.1917 — полковник барон Притвиц, Дмитрий Николаевич
- 27.06.1917 — после 28.08.1917 — полковник Самоволов, Николай Павлович

## Комментарии
1. ↑  Разжалован в капитаны и сослан в Сибирь.
2. ↑  20.11.1805 взят в плен.
3. ↑  До 05.10.1806 являлся командующим полком.
4. ↑  Был ранен и попал в плен в ходе Восточно-Прусской операции. Высочайшим приказом от 27.01.1916 исключен из списков без вести пропавшим.